# Prodasineura abbreviata
Prodasineura abbreviata är en trollsländeart som beskrevs av Maurits Anne Lieftinck 1951. Prodasineura abbreviata ingår i släktet Prodasineura och familjen Protoneuridae. IUCN kategoriserar arten globalt som otillräckligt studerad. Inga underarter finns listade i Catalogue of Life.